# Đoko Mazalić
Đoko Mazalić (Bosanska Kostajnica, 23. travnja 1888. – Sarajevo, 1975.) bio je bosanskohercegovački slikar srpskog podrijetla. Jedan je od slikara iz prve generacije umjetnika koji su pohađali umjetničke škole, uključujući i Gabrijela Jurkića, Petra Tiješića, Karla Mijića, Špiru Bocarića, Petra Šaina, Romana Petrovića i Lazara Drljaču.
Studirao je slikarstvo u Visokoj školi za likovne umjetnosti u Budimpešti (1910. – 1914.). Izlagao je 1912. s Bijelićem i Tiješićem u Sarajevu. Radio je kao profesor crtanja u Sarajevu i Travniku, te u Zavodu za zaštitu spomenika kulture Bosna i Hercegovine. U međuratnom razdoblju sudjelovao je u formiranju i radu umjetničkih grupa Četvorice od 1929. do 1930. i Kruga od 1935. do 1937. godine. Također, između dva svjetska rata pisao je likovne kritike, bavio se restauriranjem i konzervisanjem slika i umjetničkih predmeta, pisao članke i studije o ikonama, o tehnologiji starih ikonopisaca i o starim bosanskim gradovima. Dobitnik je 27-srpanjske nagrade Bosne i Hercegovine, koju je za knjigu Slikarska umjetnost u Bosni i Hercegovini u tursko doba, dobio 1966. godine. Pored ove knjige, 1967. godine napisao je i Leksikon umjetnika slikara, kipara, graditelja, zlatara, kaligrafa i drugih koji su radili u Bosni i Hercegovini. Njegova djela se nalaze u Umjetničkoj galeriji Bosne i Hercegovine, ali i u Muzeju grada Sarajeva.
Preminuo je u Sarajevu, 1975. godine. Po njemu se zove jedna od sarajevskih ulica. 

## Krađa djela
Iako Đoko Mazalić predstavlja jedan od simbola bosanskohercegovačke umjetnosti, njegova djela su vremenom postala i meta krađe. Jedna od njegovih slika pod nazivom Magdalena ukradena je i trenutno se nalazi u Srbiji. 
Zavod za zaštitu spomenika kulture Grada Novog Sada je na zvaničnoj stranici 2020. godine objavio digitalnu formu slike Magdalena. U opisu su objasnili vrijeme njenog nastanka kao i tehniku kojom je rađena, a ono što je promijenjeno je ime, pa se djelo zove Magdalena pokojnica. 
Pravi vlasnici slike su Damirka i Enver Mulabdić, državljani Bosne i Hercegovine, a umjetničko djelo je Komisija za očuvanje nacionalnih spomenika Bosne i Hercegovine proglasila nacionalnim spomenikom.

## Skandal oko groba
Prilikom pregleda evidencije, KJKP Pokop Sarajevo vodi računa i o naplati održavanja grobnih mjesta. Ovu obvezu na sebe obično preuzimaju najbliži članovi obitelji ili bliski prijatelji koji na godišnjem nivou plaćaju određeni iznos za redovno održavanje grobnog mjesta.
Međutim, problem nastaje kada osoba nema bliskih srodnika ili prijatelja koji bi na sebe preuzeli ovu obvezu. U tom slučaju, ukoliko se nakon određenog vremena ne reguliraju obveze, firma zadužena za održavanje groblja ima mogućnost da prekopa grobno mjesto i da ga dodijeli nekome drugom.
Upravo takav slučaj mogao se dogoditi i sa Đokom Mazalićem na čijem je posljednjem počivalištu na sarajevskom groblju Bare studenog 2021. godine, zbog neizmirivanja obveza koje se tiču grobnog mjesta, okačena obavijest gdje se "mole srodnici ukopanih osoba ili druga lica koja vode brigu o ovom grobnom mjestu da se u što kraćem roku jave u najbliži grobni ured KJKP Pokop Sarajevo".
Zahvaljujući stanovnicima Sarajeva pokrenuta je akcija prikupljanja sredstava koja bi se uplatila za saniranje dugova i održavanje grobnog mjesta Đoke Mazalića. Novac je naposljetku prikupljen, a Sarajevo spašeno velike sramote.

## Djela
- Kopači, 1918.
- Osuđeni, 1920.
- Bijeg u Egipat, 1926.
- Herojski kraj, 1927., ulje na platnu
- Stari jablanovi
- Stari grad